# Bustillo de la Vega
Bustillo de la Vega település Spanyolországban, Palencia tartományban. Bustillo de la Vega Villarrabé, Pedrosa de la Vega és Renedo de la Vega községekkel határos. Lakosainak száma 269 fő (2024).

## Népesség
A település népessége az elmúlt években az alábbi módon változott:
| Lakosok száma | 370  | 363  | 343  | 322  | 319  | 316  | 310  | 293  | 278  | 269  |
|               | 2001 | 2004 | 2007 | 2009 | 2012 | 2014 | 2017 | 2019 | 2022 | 2024 |